# Amy Dombroski
Amy Dombroski (* 9. September 1987 in Jericho, Vermont; † 3. Oktober 2013 in Begijnendijk, Belgien) war eine US-amerikanische Radrennfahrerin.
Als Jugendliche fuhr Amy Dombroski Ski und besuchte die Burke Mountain Academy in Burke, dann wandte sie sich dem Radsport zu. Viermal wurde sie zwischen 2006 und 2009 US-amerikanische Meisterin im Querfeldeinrennen (U23). 2008 wurde sie zudem jeweils Dritte im Straßenrennen und im Einzelzeitfahren der nationalen Meisterschaften (U23). 2010 belegte sie bei den Cyclocross-Weltmeisterschaften Rang 14, und sie wurde US-amerikanische Vize-Meisterin im Mountainbike-Marathon.
2011 zog Dombroski während der Saison nach Belgien, um Rennen in Europa zu fahren. 2012 wurde sie Mitglied des belgischen Young Telenet-Fidea Teams, eine der ersten wichtigen belgischen Mannschaften, die auch Frauen aufnimmt.
Am 3. Oktober 2013 trainierte Amy Dombroski mit ihrer Mannschaft auf einer Straße in Sint-Katelijne-Waver, mit einem Motorroller als Schrittmacher. Dabei kollidierte sie mit einem Lastwagen und starb. Der Fahrer des Motorrollers überlebte den Unfall.